# Električna peć
Električna peć ili električna grijalica je uređaj i industrijsko elektrotoplinsko postrojenje u kojem se električna energija pretvara u toplinsku energiju, a toplina se iskorištava za dobivanje metala, njihovu toplinsku i termokemijsku obradu te općenito za pečenje, zagrijavanje ili sušenje, i to u industriji, ugostiteljstvu i kućanstvu.
Za grijanje prostorija danas se osim uobičajenih goriva (drvo, ugljen, plin i loživo ulje) sve češće upotrebljava i električna energija. Električno grijanje prostorija vrlo je čisto, ono daje jednakomjernu toplinu, a proradi odmah čim se uklope električne peći. Rukovanje električnim pećima vrlo je jednostavno, jačina grijanja može se regulirati ručno ili automatski, peći su vrlo sigurne u korištenju a ne trebaju dimnjak. Nasuprot ovim prednostima električnog grijanja stoji kao glavni nedostatak njegova relativna skupoća. Osim toga se kao nedostaci navode da je zrak u električno grijanim prostorijama suh i da je izmjena zraka u jako naseljenim prostorijama premala. Prvenstveno iz ekonomskih razloga električno se grijanje usprkos svojim prednostima još razmjerno malo primjenjuje, naročito kao osnovno i glavno.

## Povijest
Prve pokusne električne peći pojavile su se s prvim primjenama električne struje. Grijači otpornik prvi je patentirao Amerikanac G. B. Simson 1861., ali tek izum dinama osigurao je dovoljno električne energije za električne peći. Svojom su konstrukcijom električne peći krajem 19. stoljeća bile jako slične današnjim žarnim pećima. U početku se za izradu grijača upotrebljavala željezna žica, a tek kasnije su željezo zamijenile različite otpornije legure, na primjer krom-nikal. Radna temperatura prvih peći bila je prilično niska, oko 200 °C. Među prve objekte koji su se grijali potpuno električki idu električni vlakovi. Do Drugog svjetskog rata smatralo se da je električno grijanje prostorija prikladno samo kao dodatno, iako je već dvadesetih godina 20. stoljeća, kad se elektrifikacija raširila, bilo pokušaja s termoakumulacijskim pećima, pa čak i s električnim otpornim, lučnim i induktivnim grijanjem vode centralnog grijanja koristeći jeftiniju noćnu tarifu električne energije. Tek poslije Drugog svjetskog rata počelo se ponegdje upotrebljavati električno grijanje kao glavno i jedino. 

### Jouleova toplina
Jouleova toplina je toplina koja nastaje pri prolasku električne struje kroz vodič zbog njegova otpora. Ta je količina topline:
{\displaystyle Q=I^{2}\cdot R\cdot t}
gdje je: I - jakost struje, R - električni otpor vodiča, a t - vrijeme. Jednadžba je poznata i pod nazivom Jouleov zakon. 

## Električno grijanje
Toplina proizvedena u grijaču električne peći prenosi se na okolinu konvekcijom (toplinsko strujanje) ili isijavanjem (toplinsko zračenje), ili kombinacijom obaju načina. Koja će se vrsta prijenosa topline primijeniti u praksi zavisi od smještaja električne peći i njezine namjene. Tako će na primjer za zatvorene i toplinski dobro izolirane prostorije biti najprikladnije peći s pretežno konvekcijskim prenosom topline, dok će za prostorije gdje vlada propuh, za hladna kupatila ili na otvorenom, na primjer za prostore ispred kavana gdje se sjedi i zimi, doći u obzir peći s jakim isijavanjem.  
S obzirom na vrijeme i način upotrebe može se električno grijanje podijeliti na dodatno grijanje i osnovno (jedino) grijanje. Za dodatno grijanje električne peći se upotrebljavaju samo kroz kraće vrijeme u prelazno doba godine, kad se još ne loži, ili kao dodatak osnovnom grijanju za vrijeme jakih hladnoća. Električno grijanje kao osnovno i jedino u toku cijelog dana bilo je preskupo, i primjenjivalo se samo iznimno, jer je trebalo električnu energiju dovoditi grijaču kroz cijeli dan. Međutim, u posljednje vrijeme usavršene su termoakumulacijske peći koje u toku noći, dok je električna energija jeftinija, prikupljaju toplinu pa je prenose u prostoriju tokom cijelog dana. Tako je primjenom noćne cijene postalo električno grijanje konkurentno drugim vrstama grijanja. U zemljama gdje postoje i dnevni viškovi električne energije pronalaze se i podržavaju također različita druga rješenja isplativog električnog grijanja bez akumulacije, a s pomoću prikladnih cijena. 
Pri ocjeni isplativosti električnog grijanja u poređenju s drugim vrstama grijanja treba osim troškova goriva ili energije za proizvodnju iste količine topline uzeti u obzir i troškove dopreme goriva, loženja, održavanja, čišćenja prostorija i dimnjaka i tako dalje.
Kao i za druge vrste grijanja, tako se i za električno grijanje mjere i učin peći određuje prema obujmu prostorija i razlici između tražene temperature u prostoriji i najniže vanjske temperature (vidi tablicu).
Tablica: snaga električne peći u zavisnosti od obujma prostorije i razlike između unutarnje i vanjske temperature:
Obujam prostorije (m3) koju treba zagrijati
da razlika između vanjske i unutarnje
temperature bude
| 10 °C | 20 °C | 30 °C | 40 °C | Potrebna snaga električne peći (kW) |
| ----- | ----- | ----- | ----- | ----------------------------------- |
| 30    | 15    | 10    | -     | 0,5                                 |
| 60    | 30    | 20    | 10    | 1                                   |
| 90    | 45    | 35    | 25    | 1,5                                 |
| 125   | 60    | 50    | 35    | 2                                   |
| 160   | 85    | 65    | 50    | 2,5                                 |
| 195   | 105   | 80    | 60    | 3                                   |
| 235   | 125   | 95    | 70    | 3,5                                 |
| 280   | 150   | 115   | 85    | 4                                   |
| 375   | 200   | 155   | 110   | 5                                   |
| 490   | 260   | 200   | 140   | 6                                   |
| 610   | 325   | 250   | 175   | 7                                   |
| 740   | 390   | 295   | 210   | 8                                   |
| 860   | 455   | 345   | 250   | 9                                   |
| 1000  | 520   | 390   | 300   | 10                                  |

## Izvedbe električnih peći i grijalica
Električne peći i grijalice mogu se podijeliti prema načinu na koji prenose toplinu na okolni prostor i prema stupnju akumulacije topline. Tako postoje isijavajuće (radijacijske) grijalice, konvekcijske grijalice, kombinirane grijalice, radijatorske peći, termoakumulacijske peći i specijalni klima uređaji za zagrijavanje i hlađenje prostorija. Grijalice su redovito prenosive, a električne peći neprenosive ili ugrađene. Općenito govoreći, ne postoje peći koje isijavaju ili prenose toplinu samo konvekcijom, već u jednih prevladava prvi a u drugih drugi način prenosa topline. 
Svaka električna grijalica ili peć sastoji se od više grijača, kućišta (okućja) peći, sklopke za regulaciju snage i različitih dodatnih uređaja. Grijači električne peći rade uglavnom samo na osnovu otporskog grijanja (Jouleova toplina). Sastoje se od trakastog ili spiralnog namotaja grijaće žice i izolacijskog tijela. Kao materijali za grijače upotrebljavaju se danas prvenstveno legure kroma, nikla, aluminija i željeza, na primjer Cekas 2 (NiCr 80:20), koje imaju visoki specifični električni otpor i visoku temperaturu taljenja a ne oksidiraju se pri radnim temperaturama od 600 do 1000 °C. Držači grijaćih namotaja izrađeni su od izolacijskog materijala otpornog prema toplini, kao što su na primjer magnezijev oksid, steatit, tinjac, šamot i druge keramičke mase. Grijaći namotaj može biti neizoliran i samo namotan na štap, šipku ili cilindar od izolacijskog materijala, ili je utisnut u izolacijski materijal. U cjevastim grijačima namotaj je zajedno s izolacijskom masom utisnut još u metalnu cijev. Takvi grijači zaštićeni su od pristupa zraka i vlage, te se danas često primjenjuju.

### Isijavajuće ili radijacijske grijalice
Ovamo spadaju žarne peći i takozvane infragrijalice. Osnovno je svojstvo svih takvih peći i grijalica da se pretežni dio stvorene toplinske energije prenosi na prostor i predmete isijavanjem (toplinskim zračenjem). 

#### Žarne peći
Žarne peći su među isijavajućim grijalicama najjednostavnije a sastoje se od 2 do 4 štapasta grijača snage oko 500 W, smještena vodoravno u limenom kućištu. Stražnja strana kućišta izrađena je kao reflektor za svaki grijač, dok prednju stranu zatvara zaštitna rešetka. S pomoću preklopke može se uklopiti samo jedan grijač ili više njih odjednom. Ove su peći prenosive i mogu se priključiti na bilo koju utičnicu. 

#### Infragrijalice ili grijalice infracrvenim zrakama
Infragrijalice ili grijalice infracrvenim zrakama posebna su vrsta isijavajućih peći. Dijele se prema radnoj temperaturi na dvije vrste; prve rade na nešto višoj temperaturi (većoj od 250 °C), ponekad i do tamnocrvenog žara; druge rade na nižim temperaturama (između 30 i 80 °C). Infragrijalice više temperature imaju cjevast grijač učvršćen u metalnom reflektoru koji usmjeruje toplinske zrake u određeno područje. Grijači mogu biti savijeni ili ravni. Za grijanje u dvoranama i na otvorenom prostoru upotrebljavaju se infragrijalice s ravnim grijačima snage od 1 do 5 kW smještenim u kućištu s reflektorom duljine 1 m i više. Primjenom pogodne (niže) radne temperature i izborom odgovarajućeg materijala postiže se najprikladnija valna duljina toplinskih zraka, to jest takva da je, s jedne strane, zrak mnogo ne apsorbira, ali odjeća, čovječje tijelo i neki drugi predmeti jako apsorbiraju. Grijači isijavajućih sistema koji rade na najnižim temperaturama ugrađuju se u strop, zidove i pod, te oni griju žbuku, tako da cijela površina stropa, zida ili poda isijava toplinske zrake.

### Konvekcijske ili konvektorske peći
Konvekcijske ili konvektorske peći prenose toplinu pretežno konvekcijom (toplinskim strujanjem) i griju prostorije toplim zrakom. Grijači su im ugrađeni u plosnato limeno kućište koje je otvoreno samo na gornjoj i donjoj strani. Kroz donji otvor ulazi hladni zrak, a kroz gornji izlazi topli. Ugrijane čeone plohe isijavaju također dio topline. Radi održavanja stalne temperature predviđen je obično termostat. Grijači takvih grijalica imaju snagu od 1 do 2 kW. 

### Kalorifer
Kalorifer (fran. calorifère) ili ventilatorska grijalica je uređaj za grijanje prostorija toplim zrakom.

### Kombinirane grijalice
Kombinirane grijalice jesu električne peći u kojima samo gornji grijač radi kao isijavajuća (radijacijska) grijalica, a svi ostali ispod njega kao konvekcijska peć.

### Termoakumulacijska peć
Termoakumulacijska peć (ponekad se naziva i akumulacijska peć) sprema (akumulira) toplinu koju električni grijači stvaraju noću, kad je električna energija jeftinija, a tokom dana tu toplinu polagano odaju i zagrijavaju prostoriju.

### Industrijske električne peći
Industrijske električne peći općenito se dijele na otporne, lučne i indukcijske. 

#### Elektrootporne peći
Elektrootporne peći, u klasičnom obliku kao komorne i jamske peći, te solne kupke, danas su već prilagođene oblikom za neprekinute postupke u proizvodnim linijama (prolazne, pokrovne, elevatorske peći), a upotrebljavaju se u gotovo svim granama industrije (kovinska, prehrambena, drvna, keramička, industriji stakla i porculana, polimernih materijala i tako dalje), najviše za obradu čelika. 

#### Elektrolučne peći
U elektrolučnim pećima električna se energija pretvara u toplinsku u električnom luku. Temperatura luka iznosi oko 4 000 °C, a u procesnome prostoru peći oko 1 700 °C. Primjenjuju se za proizvodnju čelika, sirovog i lijevanog željeza, feroslitina i različitih nemetala: karbida, grafita, korunda, fosfora i slično. Grade se u veličinama i do 400 tona sadržaja šarže i s priključnom električnom snagom do 100 MVA, rastalnoga učina (kapaciteta) do 100 t/h, potiskujući klasične načine proizvodnje čelika zbog velike mogućnosti upravljanja tehnološkim procesom i manjega potrebnog prostora. U specijalno izvedenim vakuumskim pećima tali se mlazom elektrona. 

#### Elektroindukcijske peći
U elektroindukcijskim pećima električna energija pretvara se elektromagnetsku indukcijom u toplinsku energiju izravno u obrađivanom metalu. Te peći služe za taljenje čelika, lijevanoga željeza te obojenih lakih i teških metala, a priključuju se na izvor električne energije mrežne ili više frekvencije. Peći najčešće rade s frekvencijama 50, 500 i 1000 Hz, a male laboratorijske peći i s 10 000 Hz. Frekvencije više i različite od mrežne (50 Hz) dobivaju se iz statičkih tiristorskih pretvarača s velikim mogućnostima regulacije snage peći. Već prema obujmu predmeta koji se zagrijava i tehnološkome zahtjevu za obradu, upotrebljava se mrežna ili viša frekvencija. Upotreba visokih frekvencija omogućuje ugrijavanje tankih površinskih slojeva obrađivanoga predmeta. U vakuumskim indukcijskim pećima dobivaju se najčistiji i najkvalitetniji kovinski proizvodi.